# Barbara Rusinowska
Barbara Rusinowska herbu Łabędź (ur. ???, zm. w 1505 r. w Radomiu) – postać historyczna, kobieta-zbójnik, grasująca na przełomie XV i XVI wieku na ziemi kieleckiej i radomskiej.
Barbara Rusinowska pochodziła z okolic Przysuchy. Według jednej z wersji zbójectwem zaczęła się parać po śmierci swego ojca, Macieja, zamordowanego za to, że stanął w obronie katowanego chłopa. Według innej – zaczynała od kradzieży koni. Nazwana łotrzycą jezdną Barbara przez 20 lat na czele konnej bandy napadała na podróżujących kupców, ale także na okoliczne wsie. Nosiła się po męsku, u boku nosiła miecz. Ponoć wybudowała zamek, zwany "Orlim Gniazdem", w którym więziła przeciwników. Jej towarzysze śpiewali następującą piosenkę:

Nasz pani Rusinowska,

już barwiczki na lica nie kładzie,

Ale zawsze, tak jak drzewiej,

z mieczem, w kurcie, w butach z ostrogami,

po męsku nam przewodzi.

Jej banda miała dokonać nieudanego napadu na Słupię. Ostrzeżeni mieszkańcy zorganizowali obronę, podczas której ujęli kilku członków bandy. W nocy jednak ich kompani przepiłowali kraty, zabili strażnika i – uwolniwszy więźniów – uszli w góry. Jakiś czas potem wśród mieszkańców miasteczka pojawiła się wieść, że Rusinowska, w męskim stroju, modli się przed ołtarzem świętokrzyskiego klasztoru. Nim jednak mieszkańcy dotarli na miejsce, ostrzeżona przywódczyni zbójników zdołała uciec.
Barbara Rusinowska została ujęta najprawdopodobniej w wyniku zdrady karczmarza lub jednego z kompanów. Sądzono ją podczas sejmu w Radomiu w 1505 roku. Została skazana i stracona przez powieszenie w męskim stroju i z mieczem.
Postać rozbójniczki została przywołana w dramacie pt. Barbara Rusinowska czyli Zbójcy Gór Święto-Krzyzkich autorstwa Aleksandra Ładnowskiego.